# Labrisomus philippii
El tomoyo o tramboyo (Labrisomus philippii) es una especie de peces marinos perteneciente al orden perciformes e integrante de la familia Labrisomidae. Esta especie fue descrita por Franz Steindachner en 1866 y se distribuye por las costas del Pacífico en América del Sur, desde Paita (Perú), por el norte, hasta Coquimbo (Chile), por el sur.

## Descripción
Es un pez de cuerpo alargado, cuya longitud es de 35 centímetros como talla máxima para los machos y 27 centímetros para las hembras, y discretamente comprimido, con aletas ventrales, de implantación yugular, muy reducidas, y una larga aleta dorsal con 19 o 20 espinas. Su aleta anal es larga, con dos espinas y alrededor de 18 a 23 radios blandos, y la aleta caudal, separada de la dorsal y la anal, es redondeada o truncada.
Tiene una aleta pectoral de entre 14 y 16 radios, generalmente 15, y cirros alrededor de los ojos. Sus orificios nasales anteriores tienen un manojo de tentáculos, mientras que la parte postero-superior de los ojos posee unos cuantos tentáculos hacia adelante, una docena o más, nunca en una o dos hileras de tentáculos.
Presenta un marcado dimorfismo sexual, siendo los machos más grandes que las hembras, y el macho tiene los ojos azulados y una gran mancha anaranjada que cubre parte de los opérculos y el cuerpo.

## Hábitat y biología
Es una especie bentónica, es decir que vive asociada al suelo marino, y que gusta de escondites para poder delimitar sus territorios y guarecerse. Prefiere las aguas marinas con un pH de entre 8,1 y 8,4, y una temperatura de 15 a 25 °C. Se alimenta principalmente de pequeños peces, moluscos y crustáceos. Es una especie ovípara de puesta en sustrato.
Los ejemplares juveniles pueden ser capturados en las pozas intermareales de forma manual con pequeñas redes de arco. Los ejemplares adultos pueden ocasionalmente ser capturados también en pozas intermareales o con pesca común con anzuelo en zonas de mayor profundidad.

### Mantenimiento en cautividad
En cautiverio, necesita de un acuario amplio, no menor a 300 litros por cada ejemplar adulto, decorado con piedras formando cuevas y grietas, y puede ser alimentada con trozos de mariscos y pescados. Sin embargo, no es una especie recomendable para acuarios marinos comunitarios de peces o invertebrados pequeños.